# Elwira Mursałowa
Elwira Mursałowa (ros. Эльвира Мурсалова; ur. 25 października 1982) – rosyjska, a od 2008 roku azerska zapaśniczka walcząca w stylu wolnym. Brązowa medalistka mistrzostw świata w 2008. Wicemistrzyni Europy w 2008. Trzecia na ME juniorów w 2002. Mistrzyni świata kadetów w 1998 roku.